# Lenkaggregat
Als Lenkaggregat, auch Servostat oder Orbitrol genannt, bezeichnet man das zentrale Steuerelement hydrostatischer Lenkungen. 

## Funktion
Im Gegensatz zu einer herkömmlichen Servolenkung haben diese Lenkungen keine mechanische Verbindung zwischen dem Lenkrad und den gelenkten Rädern. Das Lenkaggregat leitet den von einer Hydraulikpumpe geförderten Volumenstrom der Bewegung am Lenkrad entsprechend in die Arbeitsräume eines Hydraulikzylinders, der die Achsschenkellenkung betätigt. Dabei ist der Einschlagswinkel und die Einschlagsrichtung von Bedeutung. Um zu gewährleisten, dass die Lenkung unter allen Umständen funktioniert, sofern die Hydraulikpumpe auch andere Systeme (z. B.: das Hubwerk bei Gabelstaplern) versorgt, wird ein Prioritätsventil eingesetzt. 

## Anwendungsbereiche
Hydrostatische Lenksysteme und damit Lenkaggregate werden heute vor allem bei schweren Nutzfahrzeugen eingesetzt, wie z. B.: Gabelstapler und Traktoren. Da die Lenkung bei einem Versagen der Hydraulikpumpe ausfallen würde, haben moderne Lenkaggregate zumeist eine Notlenkfunktion, wobei das Steuerelement dann als von Hand angesteuerte Hydraulikpumpe wirkt. Um die aufzubringende Lenkkraft zu verringern wird bei manchen dieser Systeme das Fördervolumen verringert, was eine Übersetzungsänderung bewirkt.